# グリッデン郡区 (アイオワ州キャロル郡)
グリッデン郡区は、アメリカ合衆国、アイオワ州、キャロル郡にある16の郡区の一つである。2000年の国勢調査で、人口は1589人だった。

## 地理
グリッデン郡区は、94.0平方キロメートル（36.28平方マイル)で、GliddenとGliddenが含まれる。アメリカ地質調査所によると、この郡区はDicksonとWest Lawnの2つの霊園が含まれる。